# Lamanon
Lamanon – miejscowość i gmina we Francji, w regionie Prowansja-Alpy-Lazurowe Wybrzeże, w departamencie Delta Rodanu.
Według danych na rok 1990 gminę zamieszkiwało 1747 osób, a gęstość zaludnienia wynosiła 91 osób/km².